# محمد بن عبد الرحمن الإيجي
معين الدين محمد بن عبد الرحمن الحسيني الإيجي الشيرازي (1429 - 1500) عالم مسلم فارسي في القرن التاسع الهجري/ الخامس عشر الميلادي. ولد في بلدة إيج بنواحي شيراز وتعلم بها وبكرمان وخراسان وتولى الإفتاء ببلده وهو من فقهاء الشافعية ومفسر. حج سنة 867 هـ/ 1462 م وسكن مكة أكثر من عشر سنين وانتفع به جماعة وكتب تفسيراً في مجلد ضخم ورسالة في تفسير سورة الكوثر وله جوامع التبيان في التفسير. 

## سيرته
هو محمد بن صفي الدين عبد الرحمن بن محمد بن عبد الله - وقيل عبد السلام- بن محمد الحسني الحسيني الصفوي الإيجي، معين الدين، ولد سنة 832 هـ/ 1429 م في بلدة إيج بنواحي شيراز وإليها ينسب. تعلم بها وبكرمان وخراسان. لقد انشغل الإيجي بجوانب متعددة من الفروع العلمية وبرع في بعضها وهو مفسر ومحدث وفقيه شافعي ولقد حمل الإيجي حملة شديدة على الفلسفة والفلاسفة وألف كتابا سماه تهافت الفلاسفة. وكان له موقف من الاعتزال عموما ومن الزمخشري خصوصا وله آثاراً صوفية. 

مع كونه نشأ ببلاد فارس إلا أنه عنی بعلوم العربية واجتهد في إتقانها فضمن تفسيره كلاماً عن الإعراب وتوجيهات نحوية.

توفي الإيجي في 906 وقيل 905 هـ/ 1500 م في مكة أو مسقط رأسه شيراز.

## آثاره
- جامع البيان في تفسير القرآن أو جوامع التبيان في تفسير القرآن، ذكر فيه أن والده شرع فكتب من سورة الأنعام نبذاً ثم ترك وقال له أنت مأمور بذلك، فشرع في الروضة النبوية في الثاني من جمادى الآخرة سنة 904 واختتمه في 25 رمضان سنة 905 وعنه أخذ البغدادي في هدية العارفين فسمى تفسيره جوامع التبيان.
- بيان المعاد الجسماني والروح
- تفسير سورة الكوثر
- تفسير سورة الفاتحة
- تهافت الفلاسفة
- شرح الأربعين النووية
- شعب الإيمان
- حاشية على التلويح للتفتازاني
- بيان المعاد الجسماني والروح